# Řád sv. Ducha z Montpellier

Znak řádu

Pozdní varianta znaku z 18. a 19. století (převážně Francie)

Řád sv. Ducha z Montpellier (francouzsky Ordre des Chevaliers Hospitaliers du Saint-Esprit de Montpellier), jinak též zvaný špitálníci z Montpellier, rytíři sv. Ducha, bratři ze Sassie, byl francouzský špitální a rytířský řád.
Založil ho roku 1195 jako špitální bratrstvo bl. Guy de Montpellier, nejmladší syn hraběte z Montpellier a roku 1198 ho papež Inocenc III. potvrdil jako rytířský řád. Jeho cílem byla péče o nemocné a obrana před Albigenskými. Spravoval se augustiniánskou řeholí a hlavní sídlo bylo v Římě v čtvrti Sassia. Sestával z řeholních bratří a sester, kněží, služebníků a rytířů.

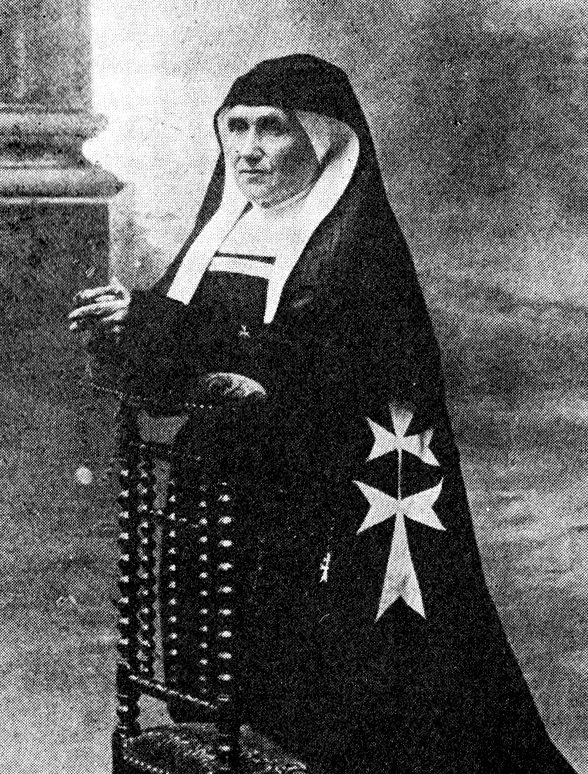
Členka řádu

Členové řádu nosili černé roucho s bílým řádovým křížem. Symbolem řádu je stříbrný maltézský patriarší kříž na černém poli.
Řád ztratil roku 1708 svůj vojenský charakter a roku 1711 ho papež Klement XI. včlenil do řádu sv. Lazara. Dodnes přetrvala pouze ženská větev řádu, která má asi 6000 sester a sídlí od roku 1244 v Krakově.